# Pseudoscelida indica
Pseudoscelida indica es una especie de insecto coleóptero de la familia Chrysomelidae.
Fue descrita científicamente en 1903 por Jacoby.